# Васильев, Анатолий Лукич
Анатолий Лукич Васильев (21 сентября 1910, Санкт-Петербург — 1 ноября 1978, Ленинград) — советский хозяйственный, государственный и политический деятель.

## Биография
Родился в 1910 году в Санкт-Петербурге. Член ВКП(б) с 1941 года.
С 1930 года — на хозяйственной, общественной и политической работе. В 1930—1973 гг. — на хозяйственной и руководящей работе на морском транспорте Ленинграда, участник Великой Отечественной войны, помощник Начальника управления военно-транспортной службы Балтийского флота, заместитель начальника, начальник Ленинградского морского порта, начальник Балтийского морского пароходства.
Избирался депутатом Верховного Совета РСФСР 7-го созыва.
Погиб от несчастного случая в 1978 году в Ленинграде.